# Matías Pellegrini
Matías Pellegrini (Magdalena, 11 maggio 2000) è un calciatore argentino, centrocampista del Vélez Sarsfield.

## Caratteristiche tecniche
È un esterno sinistro che può giocare anche da ala sinistra, è un giocatore molto veloce che possiede un buon dribbling e soprattutto una tecnica sopraffina che lo rende pericoloso nell'uno contro uno e particolarmente pericoloso è anche il suo piede sinistro con cui oltre a mettere in risalto le sue grandi capacità nel dribbling riesce a far vedere un buon tiro da fuori area

## Carriera
Cresciuto nelle giovanili dell'Estudiantes (LP), ha esordito in prima squadra il 25 luglio 2017 in occasione del match di Copa Argentina vinto 4-0 contro il Central Córdoba (R).

## Statistiche

### Presenze e reti nei club
Statistiche aggiornate al 18 marzo 2025.
| Stagione                | Squadra                 | Campionato              | Campionato | Campionato | Coppe nazionali | Coppe nazionali | Coppe nazionali | Coppe continentali | Coppe continentali | Coppe continentali | Altre coppe | Altre coppe | Altre coppe | Totale | Totale | Totale |
| Stagione                | Squadra                 | Comp                    | Pres       | Reti       | Comp            | Pres            | Reti            | Comp               | Pres               | Reti               | Comp        | Pres        | Reti        | Pres   | Reti   |        |
| ----------------------- | ----------------------- | ----------------------- | ---------- | ---------- | --------------- | --------------- | --------------- | ------------------ | ------------------ | ------------------ | ----------- | ----------- | ----------- | ------ | ------ | ------ |
| 2017-2018               | Estudiantes (LP)        | PD                      | 0          | 0          | CA              | 3               | 0               | CL                 | 2                  | 0                  | -           | -           | -           | 5      | 0      |        |
| 2018-2019               | Estudiantes (LP)        | PD                      | 15         | 3          | CA+CdS          | 1+3             | 1+1             | -                  | -                  | -                  | -           | -           | -           | 19     | 5      |        |
| 2019-2020               | Estudiantes (LP)        | PD                      | 6          | 1          | CA              | 0               | 0               | -                  | -                  | -                  | -           | -           | -           | 6      | 1      |        |
| 2020                    | Inter Miami             | MLS                     | 16+1       | 1          | -               | -               | -               | -                  | -                  | -                  | MiB         | 3           | 0           | 20     | 1      |        |
| gen.-lug. 2021          | Inter Miami             | MLS                     | 0          | 0          | -               | -               | -               | -                  | -                  | -                  | -           | -           | -           | 0      | 0      |        |
| Totale Inter Miami      | Totale Inter Miami      | Totale Inter Miami      | 16+1       | 1          |                 | -               | -               |                    | -                  | -                  |             | 3           | 0           | 20     | 1      |        |
| lug.-dic. 2021          | Estudiantes (LP)        | PD                      | 18         | 2          | CA+CdL          | -               | -               | -                  | -                  | -                  | -           | -           | -           | 18     | 2      |        |
| gen.-giu. 2022          | Estudiantes (LP)        | PD                      | 5          | 0          | CA+CdL          | 0+10            | 0+1             | CL                 | 9                  | 1                  | -           | -           | -           | 24     | 2      |        |
| Totale Estudiantes (LP) | Totale Estudiantes (LP) | Totale Estudiantes (LP) | 44         | 6          |                 | 17              | 3               |                    | 11                 | 1                  |             | -           | -           | 72     | 10     |        |
| ago.-dic. 2022          | New York City           | MLS                     | 4+2        | 0          | USOC            | -               | -               | CCL                | -                  | -                  | CC          | 0           | 0           | 6      | 0      |        |
| 2023                    | New York City           | MLS                     | 24         | 1          | USOC            | -               | -               | -                  | -                  | -                  | LC          | 3           | 0           | 27     | 1      |        |
| Totale New York City    | Totale New York City    | Totale New York City    | 28+2       | 1          |                 | -               | -               |                    | -                  | -                  |             | 3           | 0           | 33     | 1      |        |
| 2024                    | Vélez Sarsfield         | PD                      | 20         | 1          | CA+CdL          | 5+6             | 0               | -                  | -                  | -                  | TC          | 1           | 0           | 32     | 1      |        |
| 2025                    | Vélez Sarsfield         | PD                      | 7          | 0          | CA              | 1               | 0               | CL                 | 0                  | 0                  | SA          | -           | -           | 8      | 0      |        |
| Totale Vélez Sarsfield  | Totale Vélez Sarsfield  | Totale Vélez Sarsfield  | 27         | 1          |                 | 12              | 0               |                    | -                  | -                  |             | 1           | 0           | 40     | 1      |        |
| Totale carriera         | Totale carriera         | Totale carriera         | 118        | 9          |                 | 29              | 3               |                    | 11                 | 1                  |             | 7           | 0           | 165    | 13     |        |

## Palmarès

### Club

#### Competizioni nazionali
- Campionato argentino: 1

Vélez Sarsfield: 2024
- Supercopa Internacional: 1

Vélez Sarsfield: 2024